# Mario Lamagna
Mario Lamagna (Napoli, 1º ottobre 1941 – Napoli, 3 luglio 2020) è stato un pugile italiano, campione nazionale dei pesi medi nel 1970 e nel 1972.

## Biografia

### Carriera da dilettante
Mario Lamagna è medaglia d'argento nei pesi medi ai Campionati Italiani del 1964, a Roma. In vista delle Olimpiadi di Tokyo, sarebbe il candidato principale a vestire la maglia azzurra. Ritenuto però troppo indolente dal responsabile della Nazionale Natale Rea, gli si preferisce il genovese Franco Valle. Questi, poi, vincerà la medaglia di bronzo. Passa professionista subito dopo i giochi, alla guida di Gigi Proietti.

### Carriera da professionista
Lamagna vanta una “striscia” iniziale di ben 19 combattimenti tutti vinti. Tra questi, il 17 dicembre 1965 consuma la propria "vendetta" nei confronti di Franco Valle, sconfiggendolo ai punti. Il 19 maggio 1967, al 20º combattimento tenta la scalata al titolo italiano, in possesso di un pugile tecnico ed esperto come Carlo Duran. Il napoletano inizia attaccando aggressivamente dalla corta distanza poi denuncia un naturale calo del quale approfitta progressivamente il Campione d'Italia, imponendosi soprattutto nel finale. Il verdetto vede Lamagna sconfitto chiaramente ai punti.
Dopo un'altra sconfitta per KO al quinto round con l'ex campione di Francia dei superwelter, Yoland Lévèque, Lamagna vince a Napoli con José Hernández per Kot alla terza ripresa.
Il 30 agosto 1968 scende di categoria e tenta la scalata al vacante titolo italiano dei superwelter ma è sconfitto da Remo Golfarini per ferita alla terza ripresa, nel capoluogo campano.
Negativo, per lui, è anche l'esito del suo nuovo tentativo di impossessarsi del titolo nazionale vacante dei pesi medi, a Napoli il 18 aprile 1969, contro Luigi Patruno. Al terzo round l'arbitro constata l'impossibilità del partenopeo a proseguire il match a causa di una ferita al sopracciglio destro dovuta a una testata giudicata involontaria e, quindi, non soggetta a squalifica. Il verdetto scatena un pandemonio tra il pubblico interamente a favore del pugile di casa e sono necessarie le forze dell’ordine per ristabilire la situazione.
Finalmente l'11 marzo 1970, a Caserta, riesce a indossare per la prima volta la cintura italiana dei medi, mettendo KO lo stesso Luigi Patruno, all'ottavo round.
La difende due volte contro Luciano Sarti. La prima volta vittoriosamente ai punti, a Ischia, il 21 agosto 1970. La seconda volta, a Padova, tre mesi dopo, è costretto a cederla al suo avversario, sempre ai punti.
Il 13 febbraio 1971, a Roma, batte ai punti il futuro campione d'Europa, Elio Calcabrini. Il mese dopo, però, sempre nella Capitale, è messo KO da Mario Romersi.  Seguono alcuni incontri in terra di Francia, contro pugili di livello superiore, quali il campione d'Europa in carica dei superwelter Jacques Kechichian, in un match senza titolo in palio e Gratien Tonna, futuro avversario di Rodrigo Valdéz e Carlos Monzón. Perde in entrambi i casi ai punti.
Il 14 luglio 1972 conquista nuovamente il titolo italiano dei medi, sconfiggendo ai punti a Padova Luciano Sarti. Anche stavolta il suo regno dura poco perché, dopo appena tre mesi, a Forlì, è costretto a cederlo a Sauro Soprani che lo batte ai punti.
Combatte gli ultimi incontri all'estero contro avversari quotati come - nuovamente - il francese Tonna, a Cannes o il campione d'Europa in carica dei pesi medi, Tom Bogs, a Oslo, in un match non valido per il titolo. Ottiene due onorevoli sconfitte ai punti. Si ritira dal pugilato dopo aver combattuto per l'ultima volta il 12 marzo 1973.